# Chantal Le Brun Keris
Pour les articles homonymes, voir Le Brun et Keris.
Chantal Waquet épouse Le Brun Keris, née le 1er juin 1949, à Chartres, est une traductrice française, qui traduit du russe et de l'allemand vers le français. Elle est également photographe.

## Biographie
Chantal Le Brun Keris (née Chantal Waquet) a fait des études d'allemand à la Sorbonne (maîtrise, CAPES) et de russe à l'École nationale des langues orientales vivantes.
Elle a été professeur d'allemand et formatrice de professeurs. Elle est interprète pour l'association France terre d'asile
Elle expose ses photographies prises durant ses nombreux voyages. On peut les trouver sur son site internet chantalwaquetlebrun.com .
Elle a épousé Nicolas Le Brun, dit Le Brun Keris, fils de Georges Le Brun Keris, dont elle a 4 enfants. 

## Traductions
- Houshang Moradi Kermani, La Jarre, L'Harmattan, 1998  (ISBN 978-2-7384-7034-8)
- Vladimir Korolenko, Les Muets, postface d'Olga Dounaevskaia, L'Esprit des péninsules, 1999  (ISBN 978-2-910435-63-9)
- Alia Rachmanova (en), Crémière à Ottakring, Noir sur Blanc, 2002   (ISBN 978-2-88250-116-5)
- Macha, Dolly et Olga Razumovsky, Nos journaux cachés : 1938-1944, traduit avec Catherine Vacherat, Noir sur Blanc , 2004  (ISBN 978-2-88250-142-4)
- Gaïto Gazdanov, Le Retour du Bouddha, Éditions Viviane Hamy, 2002  (ISBN 978-2-87858-582-7)
- Erich Hackl, Le Mariage d'Auschwitz : une histoire, Éditions Viviane Hamy, 2003  (ISBN 978-2-87858-184-3)
- Maria, Daria et Olga Razumovsky, L'Adieu à la Tchécoslovaquie de notre enfance : journaux 1945-1946, Noir sur Blanc, 2009  (ISBN 978-2-88250-216-2)
- Alia Rachmanova (en), Une crémière russe à Vienne : journal d'une émigrée, 1925, Payot & Rivages, 2010  (ISBN 978-2-228-90595-4)
- Dorothea Razumovsky (de), Les Vaches rouges ou Un dernier amour, Buchet-Chastel, 2011  (ISBN 978-2-283-02482-9)
- Dominique de Rivaz, Dmitri Leltschuk, Maik Brandenburg, Les Hommes de sable de Choïna, Шойна, Die Sandmenschen von Schoina, préface Cédric Gras, traduit avec Marie-Catherine Theiler, Noir sur Blanc, 2013  (ISBN 978-2-88250-302-2)